# Agatha Christie (musikgrupp)

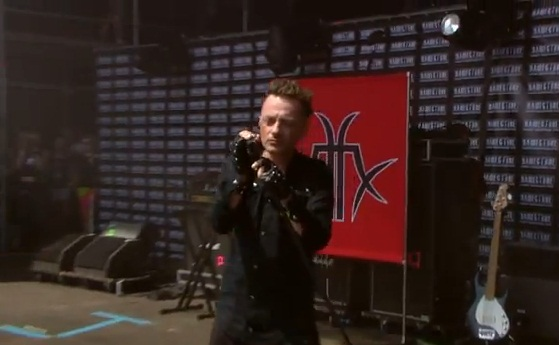
Gleb Samoylov, 2011.

Agatha Christie var ett ryskt gothband som bildades 1988. Bandet upplöstes 2009 efter att de hade släppt albumet Epilog och haft sin sista turné.

## Diskografi
| Originaltitel                      | Translitteration                  | Engelsk översättning               | Släppår |
| ---------------------------------- | --------------------------------- | ---------------------------------- | ------- |
| Второй фронт                       | Vtoroy front                      | Second Front                       | 1988    |
| Коварство и любовь                 | Kovarstvo i lyubov'               | Intrigue and Love                  | 1989    |
| Декаданс                           | Dekadans                          | Decadence                          | 1991    |
| Позорная звезда                    | Pozornaya zvezda                  | Shameful Star                      | 1993    |
| Пять лет Live                      | Pyat' let Live                    | Five Years Live (**)               | 1994    |
| Opium                              | Opium                             | Opium                              | 1995    |
| Heroin 0 Remixed                   | Heroin 0 Remixed                  | Heroin 0 Remixed (*)               | 1996    |
| Ураган                             | Uragan                            | Hurricane                          | 1996    |
| 10 лет жизни                       | 10 let zhizni                     | 10 Years of Life( **)              | 1998    |
| Два корабля Remixed 2              | Dva korablya Remixed 2            | Two Ships Remixed 2 (*)            | 1998    |
| Чудеса                             | Chudesa                           | Miracles                           | 1998    |
| Максисингл № 1 Секрет              | Maxisingl № 1 Sekret              | Maxisingle № 1 Secret              | 2000    |
| Майн Кайф?                         | Mein Kaif?                        | My Bliss? (pun on Mein Kampf)      | 2000    |
| Максисингл № 2 Выпить море         | Maxisingl № 2 Vypit' more         | Maxisingle № 2 Drink the Sea       | 2000    |
| Максисингл № 3 Ein Zwei Drei Waltz | Maxisingl № 3 Ein Zwei Drei Waltz | Maxisingle № 3 Ein Zwei Drei Waltz | 2001    |
| Избранное                          | Izbrannoye                        | Selected                           | 2002    |
| Скаzки                             | Skazki                            | Fairy Tales                        | 2003    |
| Триллер. Часть 1                   | Thriller. Chast' 1                | Thriller. Part 1                   | 2004    |
| Эпилог                             | Epilog                            | Epilogue                           | 2010    |

- (*) Remixsamling
- (**) Konsertinspelning